# Darude
Darude, nome artístico de Ville Virtanen (Eura, 17 de julho de 1975), é um DJ e produtor musical finlandês.
Tornou-se mundialmente conhecido com o single "Sandstorm", lançado no final de 1999, que recebeu certificação de ouro pela RIAA. Aproveitando o embalado do sucesso deste single, seu primeiro álbum de estúdio, Before the Storm, lançado em 18 de setembro de 2000, vendeu 800.000 cópias em todo o mundo, e lhe rendeu três Finnish Grammy Awards. Além disso, o álbum atingiu o número um na Parada Musical Oficial da Finlândia e o número 6 na na Billboard Dance / Electronic Albums nos Estados Unidos.
Ele representou a Finlândia no festival da eurovisão tendo não se classficado para final terminando em 16º ultimo.

## Discografia

### Álbuns de Estúdio
- 2000 - Before the Storm
- 2003 - Rush
- 2007 - Label This!
- 2015 - Moments

### Singles
- 1999: Sandstorm
- 2000: Feel the Beat
- 2000: Out of Control
- 2001: Out of Control (Back for More)
- 2003: Music
- 2003: Next to You
- 2007: Tell Me
- 2007: My Game
- 2008: In The Darkness
- 2008: Selfless (con  Blake Lewis]
- 2008: I Ran (So Far Away) (con Blake Lewis)
- 2015: Beautiful Alien (con AI AM)
- 2018: Surrender

## Prêmios e Indicações
| Ano  | Prêmio                     | Trabalho Indicado | Categoria                     | Resultado |
| ---- | -------------------------- | ----------------- | ----------------------------- | --------- |
| 2000 | Finnish Grammy Awards      | Darude            | Best Dance / Hip Hop Newcomer | Venceu    |
| 2000 | Finnish Grammy Awards      | Before the Storm  | Best Debut Album              | Venceu    |
| 2000 | Finnish Grammy Awards      | "Sandstorm"       | Song of the Year              | Venceu    |
| 2000 | NRJ Radio Award (Sweden)   | "Sandstorm"       | Best Dance Track of the Year  | Venceu    |
| 2000 | German Dance Awards        | "Sandstorm"       | Dance Hit of the Year         | Venceu    |
| 2000 | German Dance Awards        | Darude            | Best International Single Act | Venceu    |
| 2001 | Dance Star (UK)            | Darude            | Breakthrough Act of the Year  | Venceu    |
| 2002 | Golden Turntable DJ Awards | "Sandstorm"       | Best Single                   | Venceu    |